# Félix Guillermo Fernández-Shaw Baldasano
Félix Guillermo Fernández-Shaw Baldasano (Madrid, 9 de mayo de 1930 - Ibidem., 26 de septiembre de 2000) fue un diplomático español. Embajador en Siria, Chipre, Uruguay, Chile y Unesco.

## Biografía
Hijo del libretista de zarzuela Guillermo Fernández-Shaw Iturralde. 
Tras pasar por la Escuela Diplomática, recibió su primer destino en 1961 siendo nombrado vicecónsul en Génova (Italia). Posteriormente se trasladó a Panamá, donde prestó sus servicios en la Embajada española en Ciudad de Panamá. 
En 1967 regresó a España, donde pasó por diversos cargos: director de Difusión Informativa en la Oficina de Información Diplomática, jefe del Gabinete de Promoción Exterior de Radio y Televisión (1968); Director de Relaciones Internacionales de la Dirección General de Radiodifusión y Televisión (1970), y Subdirector General de Asuntos Iberoamericanos (1974).
En 1978 se trasladó a Damasco, tras ser nombrado embajador en Siria y Chipre. En marzo de 1983 fue nombrado embajador en Uruguay, en 1987 embajador en Chile, y en 1990 embajador en la Unesco. En 1995 fue nombrado cónsul en Bucarest.